# Glyptoplax
Glyptoplax is een geslacht van kreeftachtigen uit de klasse van de Malacostraca (hogere kreeftachtigen).

## Soorten
- Glyptoplax consagae Hendrickx, 1989
- Glyptoplax pugnax Smith, 1870
- Glyptoplax smithii A. Milne-Edwards, 1880